# Duttaphrynus mamitensis
Duttaphrynus mamitensis é uma espécie de anfíbio anuro da família Bufonidae. Não foi ainda avaliada pela Lista Vermelha do UICN. 
Está presente na Índia.